# Paradidyma rufipes
Paradidyma rufipes là một loài ruồi trong họ Tachinidae.